# West Riding of Yorkshire

West Riding of Yorkshires flagga

West Riding of Yorkshire, ofta kallat bara West Riding, är ett historiskt distrikt i England, Storbritannien som ungefär motsvarar nuvarande West Yorkshire och South Yorkshire samt större delen av tidigare distrikten Craven, Harrogate och Selby i North Yorkshire.
Ordet riding har fornnordiskt ursprung och syftar på något som är tredelat. I det här fallet handlar det om en uppdelning av Yorkshire i West Riding, East Riding och North Riding of Yorkshire.